# Karl Otto Meyer - i kamp for frihed, sandhed og ret
|  | Denne artikel er oprettet af botten Steenthbot ud fra en ekstern database. Den kan derfor have sproglige fejl eller mangler. Denne skabelon kan fjernes efter kontrol af indholdet. |

Karl Otto Meyer - i kamp for frihed, sandhed og ret er en dansk portrætfilm fra 2018 instrueret af Jesper Clemmensen.

## Handling
En portrætfilm om chefredaktør og leder af det danske mindretal i Tyskland Karl Otto Meyer (1928-2016). Han var født ind i det danske mindretal og blev efter krigen uddannet lærer på Sydfyn. Fra 1963 til 1984 var han chefredaktør for Flensborg Avis. Gennem 25 år, fra 1971 til 1996, repræsenterede han det danske mindretals parti SSW i den slesvig-holstenske landdag.